# Alberto Abalde Díaz
Alberto Abalde Díaz   (Ferrol, 15 de desembre de 1995) és un jugador de bàsquet gallec que actualment juga amb el Reial Madrid de la lliga ACB. Amb els seus 2,00 metres d'alçària, la seva posició a la pista és la d'aler. És fill de l'exjugador de bàsquet Alberto Abalde Rodríguez i germà de la també jugadora Tamara Abalde.

## Carrera esportiva
Va jugar en diferents categories inferiors dels Maristes fins que a la temporada 2010-11, a l'edat de cadet, va arribar al Club Joventut Badalona. En el seu segon any de júnior va disputar vuit partits a LEB Plata amb el CB Prat, l'equip filial dels badalonins a la segona categoria nacional. En el seu pas per les categories inferiors de la Penya va guanyar el Campionat d'Espanya cadet (2011), el Torneig de L'Hospitalet (2013), el Nike International Junior Tournament (2013) i el campionat d'Espanya júnior (2013). La temporada 2013-14, ja com a jugador dels potablava, va debutar a la Lliga Endesa amb el Joventut. Aquella temporada, a més, es va proclamar campió de la Copa LEB PLata i va guanyar el playoff d'ascens. La temporada següent, amb el Prat a LEB Or, va compaginar les seves actuacions amb el primer equip verd-i-negre, fins que la temporada 2015-16 va passar a formar part del primer equip del Joventut. El 2016 fitxa pel València Basket, tot i que va seguir jugant a Badalona una temporada més en qualitat de cedit, passant a formar part de l'equip taronja la temporada 2017-18. En aquella darrera temporada a Badalona va ser triat millor aler jove i va ser inclòs dins dels cinc millors jugadores joves de la lliga.

### Internacional
Va debutar internacionalment amb la selecció espanyola sub17 l'any 2012, disputant el Mundial a Kaunas. L'any següent va guanyar la medalla de bronze a l'europeu sub18 de Letònia, el 2014 la plata a l'europeu sub20 de Creta i el 2015 novament la plata a l'europeu sub20 celebrat a Lignano Sabbiadoro. Durant els mesos de juny i novembre de 2018 va participar en la fase de classificació per la Copa del Món de 2019, debutant d'aquesta manera en partits oficials amb la selecció espanyola absoluta.